# Рошфор, Жан
Жан Рау́ль Робе́р Рошфо́р (фр. Jean Raoul Robert Rochefort; 29 апреля 1930, Париж, Франция — 9 октября 2017, там же) — французский актёр театра, кино и телевидения.

## Биография

### Карьера
Жан Рошфор учился в Городской консерватории Нанта, в Драматическом центре и в Высшей национальной консерватории драматического искусства. В 1949 году он появился в Париже, выступал на сценах многих столичных театров, в том числе Национального народного театра. Рошфор много работал и на телевидении, а его кинодебют состоялся в 1958 году; снимался преимущественно в комедиях. 1959-й год он провёл в СССР, где снимался в комедии «Леон Гаррос ищет друга». Жан Рошфор позже вспоминал: «Я человек правых взглядов, но с чутким социальным сознанием. Всё, что относится к государству, к администрации, меня пугает. Такое чувство появилось у меня во время съёмок в СССР. Это было в 1959 году, в эпоху Хрущёва, и это был настоящий ужас. Я вдруг понял, что мы снимаем пропагандистское кино. Когда я вернулся во Францию, я попытался убедить завсегдатаев Cafe de Flore в том, что Советский Союз — это ад, но мне никто не поверил. Я пошёл против идей части французской интеллигенции. Но у меня был друг, который просидел 20 лет в ГУЛАГе за песню против Сталина».
Рошфор сыграл свою первую главную роль в 1972 году в фильме «Огни Сретенья», где играл мужа героини Анни Жирардо и отца героини Клод Жад. В 1976 году, а затем в 1978 году получил премии «Сезар» за лучшую роль второго плана в фильме «Пусть начнётся праздник» и за главную роль в фильме «Краб-барабанщик».

### Личная жизнь
В 1960 году женился на Александре Мосава, у них родилось двое детей: дочь Мари (1962) и сын Жюльен (1965). После 20 лет брака развёлся и прожил семь лет с актрисой и режиссёром Николь Гарсиа, у них родился сын — актёр Пьер Рошфор (1981). В 1989 году заключил брак с Франсуазой Видаль, у пары двое детей — Луиза (род. 1990) и Клеманс (род. 1992).

### Смерть
Последние годы жизни Жан Рошфор тяжело болел. С августа 2017 года находился в одной из парижских больниц, где и скончался в ночь с 8 на 9 октября. Похоронен в коммуне Грорувр (департамент Ивелин).

## Фильмография
- 1958 — Пуля в стволе / Une balle dans le canon — Леопольд
- 1960 — Капитан Фракасс / Le capitaine Fracasse — Малартик
- 1961 — Картуш / Cartouche — Моль
- 1961 — Леон Гаррос ищет друга / Vingt mille lieues sur la terre — Фернан
- 1964 — Анжелика — маркиза ангелов / Angelique, marquise des anges — Дегре
- 1962 — Железная маска / Le Masque de fer — Ластремо
- 1963 — Ярмарка лентяев / La Foire aux cancres — '
- 1965 — Анжелика в гневе / Merveilleuse Angelique — Дегре
- 1965 — Злоключения китайца в Китае / Les Tribulations d’un Chinois en Chine — Леон
- 1966 — Qui êtes-vous, Polly Maggoo? — Кто вы, Полли Маггу?
- 1966 — Анжелика и король / Angélique et le roy — Дегре
- 1968 — Don Juan revient de guerre — Дон Жуан
- 1969 — Дьявола за хвост / Le Diable par la queue — '
- 1969 — Время умирать / Le temps de mourir — Эрве Бретон
- 1973 — Подонок / Bel ordure — инспектор полиции
- 1973 — Привет, артист! / Salut l’artiste — Клеман
- 1973 — Часовщик из Сен-Поля / L’Horloger de Saint-Paul — комиссар Гибо
- 1972 — Высокий блондин в чёрном ботинке / Grand blond avec une chaussure noire — Луи Тулуз
- 1972 — Огни Сретенья / Feux de la chandeleur — Александр Бурсо
- 1974 — Как преуспеть в делах, когда ты дурак и плакса / Comment réussir quand on est con et pleurnichard — '
- 1974 — Боже мой, как низко я пала! / Mio Dio, Come Sono Caduta In Basso! — барон Анри де Сарси
- 1974 — Возвращение высокого блондина / Le Retour du grand blond — Луи Тулуз
- 1974 — Призрак свободы / Le fantôme de la liberté — Лежандр
- 1975 — Пусть начнётся праздник / Que la fête commence… — Гийом Дюбуа
- 1975 — Невинные с грязными руками / Les Innocents aux mains sales
- 1976 — Покой / Calmos — Альберт
- 1976 — Туалет был заперт изнутри / Les veces etaient fermes de l’interieur — Пикар
- 1976 — И слоны бывают неверны (Слон — большой обманщик) / Un éléphant ça trompe énormément — Этьен Дорсэ
- 1977 — Краб-барабанщик / Le Crabe-Tambour — капитан
- 1977 — Мы все отправимся в рай / Nous irons tous au paradis — Этьен Дорсэ
- 1978 — Смелей беги (Смелей, бежим!) / Courage fuyons — Мартэн Бельом
- 1979 — Гуляка / Édouard Choiseul — Эдуард
- 1981 — Странное путешествие / Un étrange voyage — Пьер
- 1982 — Болтливость / L’Indiscrétion — Ален Теси́к
- 1984 — Друг Венсана / L’Ami de Vincent — Венсан Ламар
- 1984 — Франкенштейн-90 / Frankenstein 90 — Виктор Франкенштейн
- 1987 — Тандем / Tandem — Мишель Мортез
- 1988 — Я господин замка / Je suis le seigneur du château — '
- 1990 — Муж парикмахерши / Le Mari de la coiffeuse — Антуан
- 1992 — Танго / Tango — '
- 1992 — Атлантида / L’Atlantide — Меж
- 1992 — Бал недотёп (Парад уродов) / Le Bal des casse-pieds — Анри
- 1993 — Нежная мишень / Cible émouvante — Виктор Мейнард
- 1994 — Высокая мода (Прет-а-порте) / Prêt-à-Porter — инспектор Танприс
- 1996 — Большое турне (Великие Герцоги) / Les Grands Ducs — Эдди Карпентье
- 1996 — Насмешка / Ridicule — Маркиз де Бельгард
- 1997 — Барракуда / Barracuda — месье Клемонт
- 1998 — Граф Монте-Кристо / Le Comte de Monte-Cristo — Фернан Мондего, граф де Морсер
- 1999 — Рембрандт / Rembrandt — Николас Тульп
- 2000 — Человек, который убил Дон Кихота / The Man Who Killed Don Quixote (завершён не с его участием) — Дон Кихот
- 2001 — Хамелеон / Le Placard — Копель, директор завода
- 2002 — Затерянные в Ла-Манче / Lost in La Mancha — Дон Кихот
- 2002 — Человек с поезда / L’homme du train — '
- 2002 — Бланш / Blanche — Кардинал Мазарини
- 2003 — Ключи от машины / Les Clefs de bagnole — '
- 2004 — Миллион лет до нашей эры / RRRrrrr!!! — Люси, старый вождь грязноволосых
- 2006 — Не говори никому / Ne le dis à personne — Жильбер Невиль
- 2007 — Ключ / La clef — Арп
- 2007 — Я всегда хотел быть гангстером / J’ai toujours rêvé d'être un gangster — Жан
- 2007 — Мистер Бин на отдыхе / Mr. Bean’s Holiday — Метрдотель ресторана «Голубой экспресс»
- 2007 — Новеллы Мопассана (телесериал 2007—2011 гг., новелла «Ото: отец и сын») / Chez Maupassant (Hautot père et fils) — Батист Ото
- 2012 — Художник и его модель /  El Artista y La Modelo  — Марк Крос
- 2012 — Астерикс и Обеликс в Британии /  Astérix et Obélix: Au Service de Sa Majesté  —  Люциус Фунис
- 2014 — Джек и механическое сердце /  Jack et la Mécanique du cœur  —  Мельес
- 2015 — Флорида / Floride  — Клод Лерминье

## Роли в театре
- 1954 : Влад — «Ограниченная ответственность» (фр. Responsabilité limitée»), по пьесе Робера Оссейна, реж. Жан-Пьер Гренье[фр.] / Театр Фонтен[фр.]
- 1954 : Мэр — «Любовь четырёх полковников» (англ. «The Love of Four Colonels»; фр. «L’Amour des quatre colonels»), по пьесе Питера Устинова, реж. Жан-Пьер Гренье[фр.] / Театр Фонтен[фр.]
- 1957 : Шпион — «Романофф и Джульетта» (фр. «Romanoff et Juliette»), по пьесе Питера Устинова, реж. Жан-Пьер Гренье[фр.] / Театр Мариньи[фр.]
- 1957 : Проф. Дьяволиков — «Любовь четырёх полковников» (фр. «L’Amour des quatre colonels»), по пьесе Питера Устинова, реж. Жан-Пьер Гренье[фр.] / «Амбигю Комик»[фр.]
- 1962, 21 ноября : Эгли — «Франк V: Опера частного банка» / «Frank V, opéra d’une banque privée», по пьесе Дюрренматта, реж. Андре Барсак, Клод Режи / Театр «Ателье»[фр.][10]